# Стиви Никс
Стефани Лин Никс (Финикс, 26. мај 1948) је америчка је певачица, текстописац и продуцент позната по свом раду са групом Флитвуд Мек и као соло извођач.

## Живот и каријера
Стефани "Стиви" Никс је рођена у болници Good Samaritan у Финиксу у Аризони у породици Џеса и Барбаре Никс. Никс је немачког, енглеског, велшког и ирског порекла.
Као мала, Стефани је своје име могла да изговара само као „тее-дее“, што је довело до њеног надимка „Стиви“. 
Док је похађала средњу школу у Аркадији, Калифорнија,  придружила се свом првом бенду, Changing Times, фолк рок групи фокусираној на вокалне хармоније. 
Никс је упознала свог будућег музичког и романтичног партнера, Линдзи Бакингема, током своје последње године средње школе у Атертону, Калифорнија.  Бакингем је био у психоделичном рок бенду Fritz, али двојица његових музичара су одлазила на колеџ. Замолио је Стиви средином 1967. да замени главног певача. 
И Никс и Бакингем су похађали државни универзитет у Сан Хозеу, где је Никс студирала говорну комуникацију  и планирала да постане професор енглеског језика.  Уз благослов свог оца, Никс је напустила колеџ да би наставила музичку каријеру са Бакингемом. 
Након што се Fritz распао 1972. године, Никс и Бакингем су наставили да пишу као дуо, снимајући демо касете у Дејли Ситију, Калифорнија.   Потписали су уговор са Полидор Рекордс, а албум Buckingham Nicks објављен је 1973. године. Албум није имао комерцијални успех и Полидор их је одбацио. 
Бакингем је добио посао гитаристе на турнеји Еверли Брадрс 1972. године. Никс је остала да сама ради на писању песама. Никс је написала „Rhiannon“ након што је видела име у роману Тријада Мери Лидер. Написала је и „Landslide“, инспирисана пејзажом Аспена и њеним односом са Бакингемом који се полако погоршава.  
31. децембра 1974. године бубњар Мик Флитвуд је позвао Бакингема да се придружи бенду. Бакингем је то одбио, инсистирајући да су Никс и он „пакет договор“ и да се неће придружити групи без ње. Група је одлучила да ће укључивање пара побољшати Флитвуд Мак, претварајући британски бенд у англо-амерички. 
Године 1975. Флитвуд Мек је постигао светски успех са албумом Флитвуд Мек. Песма "Rhiannon" је проглашена за једну од 500 најбољих песама свих времена од стране Ролинг Стоуна.  „Landslide ” је постао још један хит са албума, са три милиона емитовања на радију. 
Док су Никс и Бакингем постигли професионални успех са Флитвудом Меком, њихов лични однос је био нарушен. Никс је прекинула везу.   Флитвуд Мек је почео да снима свој следећи албум, Rumours, почетком 1976. и наставио до краја године.  
Међу доприносима Стиви Rumours-у била је и песма "Dreams", који је постао једини #1 хит сингл групе на Билборд Хот 100.  „Silver Springs", написана о њеној бурној вези са Бакингемом, објављена је као Б-страна сингла „Go Your Own Way“, Бакингемове подједнако критичне песме о Никсу. 
Rumours, други албум након укључивања Никса и Бакингема бенду, био је најпродаванији албум 1977. године и ажурирано: 2017. године продат је у преко 45 милиона примерака широм света,  што га чини једним од најпродаванијих албума свих времена. Албум је освојио награду Греми за албум године 1978. године. 
У новембру 1977, након концерта на Новом Зеланду на турнеји Rumours, Никс и Флитвуд су тајно започели аферу. Флитвуд је био ожењен са Џени Бојд.   Никс је прекинула аферу убрзо након што је почела. Она је изјавила да је афера напредовала, "то био би крај Флитвуд Мека".  До октобра 1978. Мик Флитвуд је напустио Бојдову и отпочео везу са Никсовом пријатељицом, Саром Рекор. 

### Соло каријера
Њен први соло албум, Bella Donna, објављен је 27. јула 1981. године, уз похвале критике и уз комерцијални успех, достигавши прво место на Билбоард 200 листи, са четири сингла која су доспела на Билборд Хот 100, а Ролинг Стоун ју је прогласио „Владајућом краљицом Рокенрола". 
Никс је објавила свој други соло албум, The Wild Heart, 10. јуна 1983. године. 
Rock a Little, 3. албум је објављен 18. новембра 1985. године уз три успешна сингла. Никс је била на турнеји за овај албум до октобра 1986. и наступала са Бобом Диланом и Томом Петијем и Хартбрејкерсима током њихове турнеје по Аустралији.
Турнеја је означила прекретницу у њеном животу. Месец пре него што је турнеја требало да почне, пластични хирург ју је упозорио на озбиљне здравствене проблеме ако не престане да користи кокаин.  "Рекла сам, 'Шта мислиш о мом носу?'. „А он је рекао, 'Па, мислим да би следећи пут када узмеш кокаин, могла да паднеш мртва'." На крају аустралијске турнеје, Никс се пријавила у Бети Форд центар на 30 дана како би превазишла своју зависност од кокаина.  
Године 2014. Никс се појавила у трећој сезони телевизијске серије Америчка Хорор Прича, Вештичије коло, у улози коју је поновила у осмој сезони, Апокалипса.  Играла је измишљену верзију себе, приказујући „белу вештицу“ са натприродним моћима у три епизоде. 

## Наслеђе
Многи уметници су навели Стиви као извор утицаја и музичке инспирације. То укључује Бијонсе и Дестини'с Чајлд,  Кортни Лав,  Мишел Бранч,  Белинда Карлајл,  Д Чикс,  Мери Џеј Блајџ,  Шерил Кроу,  Надија Али,  Флоренс Велч,  Тејлор Свифт,  Ванеса Карлтон,  Делта Гудрем,  и Лорде. 
У октобру 2018, Никс је била једна од петнаест уметника који су били номиновани за пријем у Рокенрол Кућу славних. Дана 13. децембра 2018. проглашена је за једну од седам примљених у Кућу славних рокенрола 2019. године, чиме је постала прва жена која је два пута примљена у ту дворану.

## Лични живот
Једини брак је имала са Кимом Андерсон, удовцем њене пријатељице Робин Андерсон. Венчали су се 1983. године убрзо након што је Робин Андерсон умрла од леукемије и док је албум Bella Donna био на врху топ-листа. „Била сам одлучна да се бринем о Робининој беби, па сам рекла Ким: 'Не знам, претпостављам да би требало да се венчамо.' Никс и Андерсон су се развели након само три месеца: „И тако смо се венчали три месеца након што је умрла, и то је била страшна, страшна грешка. Нисмо се венчали зато што смо били заљубљени, венчали смо се јер смо туговали и то је био једини начин да се осећамо као да радимо било шта.“  
Годинама након развода, поново се састала са својим посинком када је био тинејџер, што му је омогућило да заврши факултет,  и од тада је одржавала контакт са њим.
Никс је била романтично повезана са Линдзи Бакингемом од 1966. године, накратко са Миком Флитвудом 1977. године, бубњаром/вокалистом Иглса Доном Хенлијем током касних 1970-их и накратко са композитором Иглса Соутером. 
Године 1979. Никс је абортирала након што је затруднела са Хенлијем. 
Повезала се са Џимијем Ајовинеом, који је продуцирао Bella Donna током 1980–81, и са гитаристом Иглса Џоом Волшом током 1983–1986, кога је 2007. године назвала једном од својих највећих љубави, али пар није могао да одржи везу због међусобне злоупотребе дрога.  Никс је била на турнеји са Волшем 1984. године и написала „Has Anyone Ever Written Anything for You?“ о Волшовој преминулој ћерки.
Никс је рекла да је свесно изабрала да нема сопствену децу, због своје захтевне каријере и жеље да прати своју уметност где год је то требало: „Моја мисија можда није била да будем мама и жена; можда моја посебна мисија је била да пишем песме како би се мајке и жене осећале боље." 
О својој нећакињи, кумчету и широј породици каже: „Имам пуно деце. Ионако је много забавније бити луда тетка него мама.” 

## Соло дискографија
- Bella Donna (1981)
- The Wild Heart (1983)
- Rock a Little (1985)
- The Other Side of the Mirror (1989)
- Street Angel (1994)
- Trouble in Shangri-La (2001)
- In Your Dreams (2011)
- 24 Karat Gold: Songs from the Vault (2014)

## Награде и номинације
Никс је номинована за осам награда Греми као соло извођач, држећи рекорд по броју номинација за најбољу женску рок вокално извођење без победе. 
Са Флитвуд Меком
Никс је била номинована за шест Греми награда као члан Флитвуд Мека, освојила је награду Греми 1978. године за албум године за Гласине, а добила је и награду Греми Куће славних 2003. године.